# Max Julius Loewengard

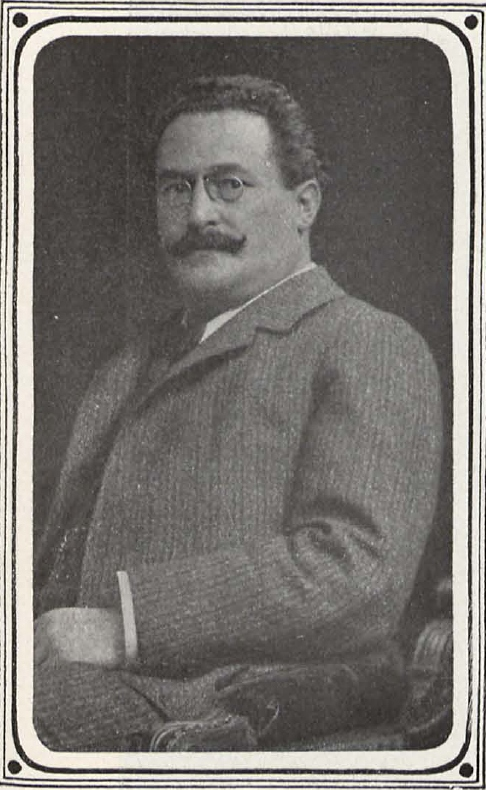
Max Julius Loewengard, 1905

Max Julius Loewengard (* 2. Oktober 1860 in Frankfurt am Main; † 19. November 1915 in Hamburg) war ein deutscher Komponist, Musikpädagoge und Musikkritiker.
Loewengard war Schüler von Joachim Raff in Frankfurt, wo er später als Kapellmeister wirkte. Von 1890 bis 1891 war er als Lehrer am Konservatorium in Wiesbaden, danach bis 1904 am Klindworth-Scharwenka-Konservatorium in Berlin und zugleich als Musikreferent der Berliner Börsen-Zeitung tätig. 1904 wurde er der Nachfolger von Alfred Sittard als Musikreferent des Hamburger Correspondent und unterrichtete bis 1908 auch am Hamburger Konservatorium.
Loewengard schrieb ein Lehrbuch der Harmonie (1892), ein Aufgabenbuch zur Harmonielehre (1903), ein Lehrbuch des Kontrapunkts (1902), Kanon und Fuge und eine Formenlehre (beide 1904) sowie eine Praktische Anleitung zum Generalbaßspiel, Harmonisieren, Transponieren und Modulieren (1913).
Als Komponist trat Loewengard vor allem mit Liedern und seiner komischen Oper Die 14 Nothelfer hervor.
Von 1912 bis 1913 erhielt der 18-jährige Paul Dessau seinen ersten Kompositionsunterricht bei Loewengard.